# Casas de Roldán (Cuenca)
Casas de Roldán, también llamada popularmente Casas de Gachas, es un municipio español, en la provincia de Cuenca, dentro de la comunidad autónoma de Castilla-La Mancha.
En 2015 tenía 135 habitantes según los datos oficiales del INE. 
El gentilicio de sus habitantes es gachero/a. Dista 4 km (kilómetros) de Minaya (Albacete) y está a 500 m (metros) de la carretera nacional N-301 de Albacete a Ocaña (Toledo), concretamente en el kilómetro 190. 
Además, este pueblo posee una plaza con un pequeño parque en su centro, así como una pequeña parroquia en una plazoleta conocida por su característico olmo hueco.
También posee un polideportivo donde existen pistas de tenis y frontón, así como una cancha de baloncesto, un campo de fútbol sala y una piscina municipal.
El patrón de Casas de Roldán es San Sebastián, y el municipio celebra sus fiestas en su honor el 20 de enero.
- Datos: Q5755825